# دانييل يون
دانييل يون (بالإنجليزية: Daniel Yun)‏ هو منتج أفلام سنغافوري، ولد في 26 يوليو 1958 في سنغافورة.

## وصلات خارجية
- دانييل يون على موقع IMDb (الإنجليزية)
- دانييل يون على موقع قاعدة بيانات الفيلم (الإنجليزية)